# Скубенко-Яблоновський Борис Михайлович
Борис Михайлович Скубенко-Яблоновський (1877, Суми, Харківська губернія, Україна — 1944) — радянський письменник.

## Життєпис
Народився 1877 року в місті Суми Харківської губернії. Навчався в гімназії, потім закінчив музично-драматичне училище Московського філармонічного товариства, продовжив навчання в художній та театральній студії Зиміна. Літературні твори почав писати із 1904 року. Борис Скубенко-Яблоновський був мисливцем-аматором. У своїх нарисах «У країні левів та страусів» письменник розповідав про подорож та полювання в Африці. Поїздку до Африки організував один американець, з яким Борис Скубенко-Яблоновський познайомився у Парижі.
Літературні твори письменника були опубліковані в журналах «Мисливський вісник», «Навколо світу», «Наше полювання», «Природа та Полювання» та інших періодичних виданнях. Борис Скубенко-Яблоновський є автором книг: «Краса» (1913), «Ніч у болоті» (1915), "Тигр блакитної сопки (1915), «У тайгових нетрях» (1915), «Ведмедик-герой» (1924), «Під північним сяйвом» (1926) та інші.
Помер Борис Скубенко-Яблоновський у 1944 році.